# Yeo Kab-soon
Yeo Kab-soon (kor. 여갑순, ur. 8 maja 1974) – południowokoreańska strzelczyni sportowa, mistrzyni olimpijska z 1992 roku.
W 1992 roku podczas igrzysk olimpijskich w Barcelonie zdobyła złoty medal w konkurencji karabin pneumatyczny na dystansie 10 m, uzyskawszy 498,2 pkt.. W finale z łatwością pokonała Wesełę Leczewę, z którą wcześniej zremisowała w półfinale. Był to pierwszy złoty medal Korei w strzelectwie oraz pierwsze złoto igrzysk.
W 1993 roku zdobyła drugie miejsce w karabinie pneumatycznym podczas ISSF World Cup w Monachium.